# Life On The Fast Lane
«Life on the Fast Lane», también conocido como «Jacques To Be Wild», llamado «Jacques, el rompecorazones» en España y «Un momento de decisión» en Hispanoamérica, es el noveno episodio de la primera temporada de la serie animada Los Simpson. Fue estrenado originalmente el 18 de marzo de 1990, escrito por John Swartzwelder y dirigido por David Silverman. Albert Brooks fue la estrella invitada, como Jacques, y apareció en los créditos finales como "A. Brooks". En el episodio, Marge comienza a sentirse atraída por Jacques, un instructor de bowling francés. El capítulo ganó un Premio Emmy en la categoría «Mejor Programa Animado de Duración Menor a una Hora» en 1990, siendo el primero de la serie en lograrlo.

## Sinopsis
Todo comienza cuando, el día del cumpleaños de Marge, Bart, Lisa y Maggie la sorprenden con un desayuno en la cama, mientras que Homer, que había olvidado la fecha, sale corriendo a buscar un regalo de último momento. Marge se percata de la situación, lo que le causa enfado.
Mientras él está fuera, Patty y Selma llaman a Marge para proponerle que cenen en un restaurante en la noche para celebrarla. Marge les dice que Homer está en ese momento comprando un regalo para ella pero sus hermanas le recuerdan que nunca compra algo para ella sino para él y no se equivocan porque Homer compra una bola de boliche y le hace grabar su nombre, con el claro objetivo de que será para él, pero sin embargo se la regalará a Marge para quedar bien con ella.
En la noche en el restaurante Marge recibe como obsequios una botella de perfume, obsequiada por Bart, un cuadro casero, de Lisa, y finalmente Homer le regala una bola de bolos. Marge, enojada, decide ir a jugar a los bolos solo con el fin de fastidiar a Homer.
Una vez en el bowling, Marge juega muy mal, y llama la atención de un profesor de bolos francés, Jacques, que se siente atraído a ella y se ofrece a ayudarla. Con el tiempo Jacques se transforma en su profesor particular de bolos y su relación comienza a ser diferente: Jacques es detallista, sensible y encantador, exactamente al contrario que Homer.
Marge comienza a sentirse insegura acerca de sus sentimientos: quiere a Homer, pero ve en Jacques al hombre romántico que siempre había imaginado para ella.
Un día, luego de almorzar en un restaurante, Jacques invita a Marge a su departamento. Ella se debate consigo misma hasta que decide ir. Sin embargo, en el camino comienza a molestarle su conciencia, al ver durante el viaje cosas relacionadas con el matrimonio y la familia: una pareja de ancianos, unos niños con sus padres en el parque, etc. Finalmente llega a una bifurcación del camino: por un lado se va al edificio de Jacques, el "Plaza Fiesta", y por el otro, a la Planta Nuclear de Springfield, lugar de trabajo de Homer.
Homer está muy triste y cabizbajo en la Planta, sabiendo que Marge se estaba alejando de él, cuando ella aparece de repente a buscarlo a su trabajo. Él, feliz, la toma en brazos y salen juntos, luego de que Marge le dice que lo ama.

## Producción
Cuando el episodio fue planeado, originalmente Albert Brooks iba a interpretar a Björn, un instructor de tenis sueco, pero Brooks pensó que sería más divertido hacer francés al personaje, por lo que fue cambiado. El título iba a ser "Bjorn to Be Wild", por lo que el nombre alternativo del episodio quedó como "Jacques to Be Wild". Durante la conversación telefónica de Marge con Patty y Selma, Maggie iba a ser vista jugando con su chupete, un concepto que no se utilizó porque se consideró que el público se distraería y no prestaría atención al diálogo. La historia original para el Bowlerama de Barney era que su dueño iba a ser Barney Gumble. Luego fue cambiado para que Barney solo fuese un empleado, ya que los guionistas no se imaginaban a Barney siendo dueño de algo. Más tarde se revelaría que el tío de Barney era el dueño. La parte en la que Homer dice "demasiado excitante", cuando ve la tienda de lencería fue añadida por James L. Brooks, y el exterior del Bowlerama fue diseñado por el miembro de No Doubt Eric Stefani. Albert Brooks improvisó la mayor parte de su diálogo, produciendo más de tres horas de material. La risa de Marge es la risa natural de Julie Kavner, quien se estaba riendo de algo que acababa de decir Brooks. En el tercer disco de la versión en DVD de la primera temporada de la serie, se incluye un video en el que se muestra un monólogo de Albert Brooks que no fue utilizado para el episodio. La escena en la que la familia arroja a la basura la caja de pizza fue específicamente diseñada por John Swartzwelder para que luciese surrealista, haciendo un plano general de los miembros de la familia uno por uno. La luna fue diseñada para recordar a una bola de bowling en la escena en la cual Jacques lleva a Marge a su casa. El restaurant al que van Marge y Jacques se llama "Shorty's"; originalmente, iba a ser un sombrero de chef lo que se movería como fondo, mostrando que el dueño era de muy baja estatura, pero el concepto fue descartado porque parecía una idea muy simple y un tanto estúpida. El final del episodio es una referencia de An Officer and a Gentleman, lo cual David Silverman debió ver primero, para saber cómo hacer la escena. En el episodio, además, aparecen por primera vez Lenny Leonard y Helen Lovejoy.